# Premi Sur a la millor actriu
El Premi Sur a la millor actriu és un dels premis atorgats per l'Academia de las Artes y Ciencias Cinematográficas de la Argentina (AACCA) en reconeixement d'aquelles actrius amb interpretacions protagonistes destacades en alguna pel·lícula de l'any anterior, les quals són elegides mitjançant una votació realitzada pels integrants de les branques de Direcció, Guió i Interpretació de l'associació.
Les actrius argentines Graciela Borges, Érica Rivas i l'actriu uruguaiana Natalia Oreiro són els qui han rebut el premi a la millor actriu la major quantitat de vegades, amb un total de dues victòries cadascuna, mentre que Julieta Díaz és l'actriu argentina que ha rebut més nominacions amb 5 candidatures, fins avui, de les quals posseeix una victòria.

## Estadístiques

### Actrius més premiades
- 2 premios: Graciela Borges, Natalia Oreiro, Érica Rivas.

### Actrius més nominades
- 5 nominacions: Julieta Díaz.
- 4 nominacions: Graciela Borges, Natalia Oreiro, Érica Rivas.
- 3 nominacions: Dolores Fonzi, Mercedes Morán, Cecilia Roth, Julieta Zylberberg.
- 2 nominacions: Valeria Bertuccelli, Martina Gusmán, Rita Cortese.

## Guardonades per any

### Dècada de 2020
| 2020 15a edició    |                     |               |
| Valeria Lois       | Las siamesas        | Stella        |
| Mónica Antonópulos | El encanto          | Juliana       |
| Rita Cortese       | Las siamesas        | Clota         |
| Cecilia Roth       | Crímenes de familia | Alicia Campos |

### Dècada de 2010
| 2019 14a edició        |                                      |                      |
| Graciela Borges        | El cuento de las comadrejas          | Mara Ordaz           |
| Amanda Minujín         | Las buenas intenciones               | Amanda               |
| Mercedes Morán         | Sueño Florianópolis                  | Lucrecia             |
| Érica Rivas            | Los sonámbulos                       | Luisa                |
| 2018 13a edició        |                                      |                      |
| Mercedes Morán         | Familia sumergida                    | Marcela              |
| Antonella Costa        | Dry Martina                          | Martina Andrade      |
| Mercedes Funes         | Yo soy así, Tita de Buenos Aires     | Tita Merello         |
| Liliana Juárez         | El motoarrebatador                   | Elena Suárez         |
| 2017 12a edició        |                                      |                      |
| Sofía Gala Castiglione | Alanis                               | Alanis               |
| Paola Barrientos       | El peso de la ley                    | Gloria Soriano       |
| Dolores Fonzi          | La cordillera                        | Marina Blanco        |
| Bárbara Lennie         | Una especie de familia               | Malena               |
| 2016 11a edició        |                                      |                      |
| Natalia Oreiro         | Gilda, no me arrepiento de este amor | Gilda                |
| Marilú Marini          | El eslabón podrido                   | Ercilia              |
| Érica Rivas            | La luz incidente                     | Luisa                |
| Julieta Zylberberg     | El rey del Once                      | Eva                  |
| 2015 10a edició        |                                      |                      |
| Dolores Fonzi          | La patota                            | Paulina              |
| Pilar Gamboa           | El incendio                          | Lucía                |
| María Eugenia Suárez   | Abzurdah                             | Cielo Latini         |
| Julieta Zylberberg     | Mi amiga del parque                  | Liz                  |
| 2014 9a edició         |                                      |                      |
| Érica Rivas            | Relatos salvajes                     | Romina               |
| Celeste Cid            | Aire libre                           | Lucía                |
| Rita Cortese           | Relatos salvajes                     | Cocinera             |
| Mercedes Morán         | Betibú                               | Nurit Iscar/Betibú   |
| 2013 8a edició         |                                      |                      |
| Julieta Díaz           | Corazón de León                      | Ivana Cornejo        |
| Eugenia Capizzano      | Cornelia frente al espejo            | Cornelia             |
| Claudia Fontán         | La reconstrucción                    | Andrea               |
| Natalia Oreiro         | Wakolda                              | Eva Raggi            |
| 2012 7a edició         |                                      |                      |
| Natalia Oreiro         | Infancia clandestina                 | Cristina             |
| Julieta Díaz           | Dos más dos                          | Emilia               |
| Dolores Fonzi          | El campo                             | Elisa                |
| Carla Peterson         | Dos más dos                          | Betina               |
| 2011 6a edició         |                                      |                      |
| Moro Anghileri         | Aballay, el hombre sin miedo         | Juana/el Negro       |
| Valeria Bertuccelli    | Viudas                               | Adela                |
| Graciela Borges        | Viudas                               | Elena                |
| Julieta Díaz           | Juan y Eva                           | Eva Duarte           |
| 2010 5a edició         |                                      |                      |
| Érica Rivas            | Por tu culpa                         | Julieta Lamarque     |
| Graciela Borges        | Dos hermanos                         | Susana Garmendier    |
| Martina Gusmán         | Carancho                             | Luján Olivera        |
| Julieta Zylberberg     | La mirada invisible                  | María Teresa Cornejo |

### Dècada de 2000
| 2009 4a edició      |                           |                         |
| Soledad Villamil    | El secreto de sus ojos    | Irene Menéndez Hastings |
| Ana Celentano       | Las viudas de los jueves  | Teress                  |
| Natalia Oreiro      | Música en espera          | Paula Otero             |
| Gabriela Toscano    | Las viudas de los jueves  | Mavy                    |
| Mariela Vitale      | El niño pez               | Ailín "la Guayi"        |
| 2008 3a edició      |                           |                         |
| Valeria Bertuccelli | Un novio para mi mujer    | Andrea Ferro            |
| Martina Gusmán      | Leonera                   | Julia Zárate            |
| María Onetto        | La mujer sin cabeza       | Verónica Villamayor     |
| Silvia Pérez        | Encarnación               | Erni                    |
| Cecilia Roth        | El nido vacío             | Martha Vindel           |
| 2007 2a edició      |                           |                         |
| Carolina Peleritti  | ¿Quién dice que es fácil? | Andrea                  |
| Betiana Blum        | Tocar el cielo            | Gloria                  |
| Julieta Díaz        | La señal                  | Gloria                  |
| 2006 1a edició      |                           |                         |
| Graciela Borges     | Las manos                 | Laura                   |
| Adriana Aizemberg   | A través de tus ojos      | Nilda                   |
| Julieta Díaz        | Derecho de familia        | Sandra Perelman         |
| Cecilia Roth        | Sofacama                  | Bernie                  |